# 1827. évi XII. törvény
Az 1827. évi XII. törvény a legrégebbi ma is hatályos magyar jogszabály.
Nem igazi jogszabály, mivel magatartási szabályt és szankciót nem tartalmaz, úgynevezett emléktörvény. Címe: Azoknak nevei, a kik a tudós társaság fölállítására, vagy a hazai nyelv terjesztésére is ajánlatokat tettek, az utókor emlékezete végett törvénybe iktattatnak. A törvény tehát azoknak állít emléket, akik magánadományaikkal hozzájárultak a Magyar Tudományos Akadémia megalapításához és egyéb tudományos célok megvalósításához.

## Hatályossága
A jogszabályt a Corpus Juris Hungarici 1948. évi megszüntetése után évtizedeken át nem tartották hatályosnak, a jogszabálygyűjteményekben ezért nem szerepelt. Az egyes jogszabályok és jogszabályi rendelkezések hatályon kívül helyezéséről szóló 2007. évi LXXXII. törvény azonban mellékletének 1. pontjában mint hatályos jogszabályt említette, ezért a mai gyűjteményekbe visszakerült.

## Tartalma
Mivel a törvény megalkotásakor még nem fordítottak a maihoz hasonló figyelmet a szövegpontosságra, és az az óta eltelt időben jelentősen változott az írásmód is, kétséges a törvény pontos, betű szerinti szövege. Mai állapotában kb. 1800 karakterből áll, lényegében nevek és adományozási összegek felsorolása. Adományozók (a törvényi sorrendben): József nádor (10 000 Ft), Széchenyi István (60 000 Ft), Vay Ábrahám (8000 Ft), Andrássy György (10 000 Ft), Károlyi György (40 000 Ft), Pálffy Ferenc (évenként 400 Ft), Batthyány Ker. János (10 000 Ft), Eszterházy Mihály (10 000 Ft), Ifj. Eszterházy Károly (10 000 Ft), Széchenyi Pál (10 000 Ft), Justh Gábor (1000 Ft), Inkey Imre (1000 Ft), Széki Teleki József és családja (30 000 kötetes könyvtár és 5000 Ft), Szabó-Szepessy István (200 Ft), Batthyány Fülöp (50 000 Ft), Cziráky Antal (3000 Ft), Keglevich János (6000 Ft), Kopátsy József (2000 Ft), Pápay Sámuel (1000 Ft), Zay Károly (2000 Ft), Mandell Károly (1000 Ft), Sándor István (10 000 Ft és könyvtára, éremgyűjteménye, ritka pénzei, képek és földabroszokat). Az adományozás révén tehát 250 600 Ft és jelentős ingó vagyon gyűlt össze.

## Jelölései
Mai jelölések:
- 1827. évi XII. törvény
- 1827: XII. tv.

Régebbi jelölések:
- 1827. évi XII. törvénycikk
- 1827: XII. tc.
- 1827: XII. t-c.
- 1827: XII. t-cz.